# Oulu
Oulu (en sueco: Uleåborg) es una ciudad y municipio de Finlandia, capital de la región de Ostrobotnia del Norte, en la costa del Golfo de Botnia. Oulu tiene una población que ronda los 210.000 habitantes, lo que la hace la quinta ciudad más grande de Finlandia y la mayor y por ende más importante del norte del país. Cuenta con, por ejemplo, un parque tecnológico que alberga la Universidad de Oulu. Toda la provincia de Oulu constituía, desde el punto de vista geográfico, una zona de transición entre el norte y el sur finlandés, lo que es tanto como decir que supone la demarcación natural entre Laponia y la región meridional de los Lagos. En el 2013 los municipios de Kiiminki, Oulunsalo, Haukipudas y Yli-Ii se unieron a Oulu y formaron una nueva ciudad.

## Etimología
La ciudad debe su nombre al río Oulujoki, que se origina en el lago Oulujärvi. Ha habido gran número de teorías para el origen del nombre de Oulu. Una fuente posible para el nombre de Oulu es una palabra en el idioma sami que significa "agua de la inundación", pero hay otras sugerencias. Como mínimo, la estructura de la palabra requiere que si originalmente fue dada por los hablantes de una lengua urálica, el nombre debe ser un derivado. Lo más probable es que también sea anterior al asentamiento de Finlandia y es por lo tanto un préstamo lingüístico de una de las lenguas saami ahora extintas que se hablaban en la zona. 
La teoría más probable es que el nombre deriva de la palabra dialectal finlandesa oulu, que significa "agua de la inundación", que se relaciona con por ejemplo, la palabra åulo en Sami meridional, que significa "nieve derretida", mientras que åulot significa "deshielo" (de origen último desconocido). Otros dos familias de palabras también se han especulado que puedan estar relacionadas. La primera se ve en la palabra dialectal Savonia del Norte uula y su contraparte saami oalli, ambas significando "canal del río". El segundo es la raíz urálica reconstruida como *uwa, que significa "lecho del río" (que se refleja como vuo en finés moderno, también en derivados tales como vuolas "pesado-que fluye"). Para cualquiera de estas raíces, tendría que asumirse que alguna variedad de saami haya añadido posteriores sufijos derivativos.

## Historia

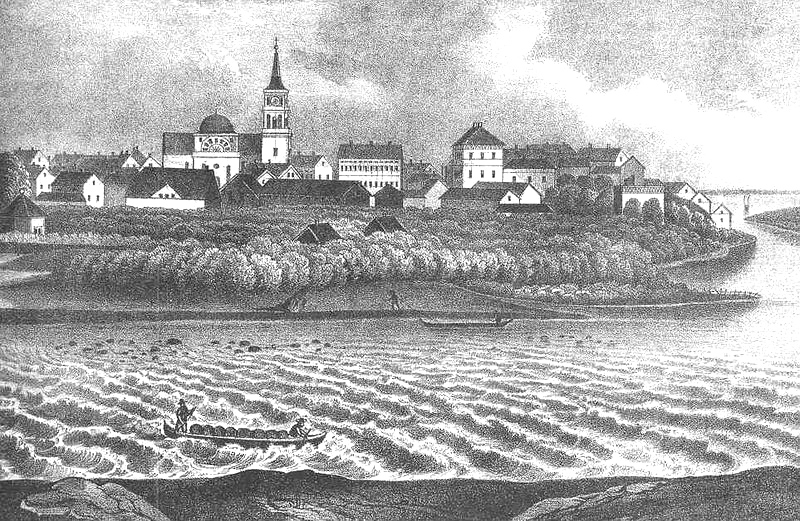
Dibujo de Oulu del

La fundación de Oulu data del 8 de abril de 1605 por el rey Carlos IX de Suecia delante del castillo construido en la isla de Linnansaari. 
Luego se extendería en tierra firme, después de los acuerdos de paz favorables con los rusos, aunque va a tener la amenaza de un posible ataque de la región por vía del principal canal marítimo este-oeste, el río Oulu (las afueras se irán poblando después). Oulu está situada al costado del Golfo de Botnia, a la desembocadura del río Oulu, una antigua zona comercial. Uno de los orígenes del nombre Oulu es una palabra en la lengua sami que significa crecida, pero hay otras sugerencias. Oulu ha sido la capital de la provincia de Oulu desde 1776.

## Clima
| Parámetros climáticos promedio de Oulu (normales 1991–2020, extremos 1921–presente) | Parámetros climáticos promedio de Oulu (normales 1991–2020, extremos 1921–presente) | Parámetros climáticos promedio de Oulu (normales 1991–2020, extremos 1921–presente) | Parámetros climáticos promedio de Oulu (normales 1991–2020, extremos 1921–presente) | Parámetros climáticos promedio de Oulu (normales 1991–2020, extremos 1921–presente) | Parámetros climáticos promedio de Oulu (normales 1991–2020, extremos 1921–presente) | Parámetros climáticos promedio de Oulu (normales 1991–2020, extremos 1921–presente) | Parámetros climáticos promedio de Oulu (normales 1991–2020, extremos 1921–presente) | Parámetros climáticos promedio de Oulu (normales 1991–2020, extremos 1921–presente) | Parámetros climáticos promedio de Oulu (normales 1991–2020, extremos 1921–presente) | Parámetros climáticos promedio de Oulu (normales 1991–2020, extremos 1921–presente) | Parámetros climáticos promedio de Oulu (normales 1991–2020, extremos 1921–presente) | Parámetros climáticos promedio de Oulu (normales 1991–2020, extremos 1921–presente) | Parámetros climáticos promedio de Oulu (normales 1991–2020, extremos 1921–presente) |
| Mes                                                                                 | Ene.                                                                                | Feb.                                                                                | Mar.                                                                                | Abr.                                                                                | May.                                                                                | Jun.                                                                                | Jul.                                                                                | Ago.                                                                                | Sep.                                                                                | Oct.                                                                                | Nov.                                                                                | Dic.                                                                                | Anual                                                                               |
| ----------------------------------------------------------------------------------- | ----------------------------------------------------------------------------------- | ----------------------------------------------------------------------------------- | ----------------------------------------------------------------------------------- | ----------------------------------------------------------------------------------- | ----------------------------------------------------------------------------------- | ----------------------------------------------------------------------------------- | ----------------------------------------------------------------------------------- | ----------------------------------------------------------------------------------- | ----------------------------------------------------------------------------------- | ----------------------------------------------------------------------------------- | ----------------------------------------------------------------------------------- | ----------------------------------------------------------------------------------- | ----------------------------------------------------------------------------------- |
| Temp. máx. abs. (°C)                                                                | 9.3                                                                                 | 7.8                                                                                 | 11.5                                                                                | 23.9                                                                                | 29.9                                                                                | 32.3                                                                                | 33.3                                                                                | 30.5                                                                                | 25.4                                                                                | 21.1                                                                                | 11.2                                                                                | 8.2                                                                                 | 33.3                                                                                |
| Temp. máx. media (°C)                                                               | −4.8                                                                                | −4.7                                                                                | −0.4                                                                                | 5.8                                                                                 | 12.6                                                                                | 17.9                                                                                | 21.1                                                                                | 18.9                                                                                | 13.2                                                                                | 5.8                                                                                 | 0.5                                                                                 | -2.7                                                                                | 6.9                                                                                 |
| Temp. media (°C)                                                                    | −8.2                                                                                | −8.4                                                                                | −4.4                                                                                | 1.6                                                                                 | 8.0                                                                                 | 13.7                                                                                | 16.7                                                                                | 14.6                                                                                | 9.6                                                                                 | 3.3                                                                                 | −1.6                                                                                | −5.3                                                                                | 3.3                                                                                 |
| Temp. mín. media (°C)                                                               | −11.9                                                                               | −12.1                                                                               | −8.3                                                                                | −2.5                                                                                | 3.4                                                                                 | 9.3                                                                                 | 12.4                                                                                | 10.6                                                                                | 6.0                                                                                 | 0.6                                                                                 | −4.2                                                                                | −8.8                                                                                | -0.5                                                                                |
| Temp. mín. abs. (°C)                                                                | -37.5                                                                               | -41.5                                                                               | -32                                                                                 | -21.4                                                                               | -9.1                                                                                | -6.1                                                                                | 3.6                                                                                 | -1.5                                                                                | -8.0                                                                                | -20.6                                                                               | -33                                                                                 | -37.2                                                                               | -41.5                                                                               |
| Precipitación total (mm)                                                            | 32                                                                                  | 29                                                                                  | 26                                                                                  | 23                                                                                  | 40                                                                                  | 51                                                                                  | 80                                                                                  | 62                                                                                  | 49                                                                                  | 51                                                                                  | 43                                                                                  | 39                                                                                  | 525                                                                                 |
| Nevadas (cm)                                                                        | 33                                                                                  | 46                                                                                  | 43                                                                                  | 7                                                                                   |                                                                                     |                                                                                     |                                                                                     |                                                                                     |                                                                                     |                                                                                     | 4                                                                                   | 17                                                                                  | 150                                                                                 |
| Días de precipitaciones (≥ 1 mm)                                                    | 9                                                                                   | 8                                                                                   | 7                                                                                   | 6                                                                                   | 8                                                                                   | 8                                                                                   | 10                                                                                  | 10                                                                                  | 8                                                                                   | 10                                                                                  | 10                                                                                  | 10                                                                                  | 104                                                                                 |
| Horas de sol                                                                        | 24                                                                                  | 69                                                                                  | 137                                                                                 | 208                                                                                 | 273                                                                                 | 296                                                                                 | 283                                                                                 | 212                                                                                 | 133                                                                                 | 69                                                                                  | 28                                                                                  | 8                                                                                   | 1740                                                                                |
| Humedad relativa (%)                                                                | 87                                                                                  | 86                                                                                  | 82                                                                                  | 73                                                                                  | 67                                                                                  | 66                                                                                  | 71                                                                                  | 76                                                                                  | 82                                                                                  | 86                                                                                  | 90                                                                                  | 89                                                                                  | 80                                                                                  |
| Fuente: FMI (extremas 1961–present)                                                 |                                                                                     |                                                                                     |                                                                                     |                                                                                     |                                                                                     |                                                                                     |                                                                                     |                                                                                     |                                                                                     |                                                                                     |                                                                                     |                                                                                     |                                                                                     |

## Economía
Aunque es reconocida por el salmón, Oulu se ha desarrollado como un importante centro competencial en el campo de la alta tecnología, particularmente en informática y tecnología de la salud. Otras industrias importantes son las referidas al tratamiento de la madera, la industria del papel y del acero. La Universidad de Oulu está situada 6 km al norte del centro de la ciudad. El Aeropuerto de Oulu, situado en el barrio de Oulunsalo, es el más importante del norte de Finlandia y uno de los más importantes de Finlandia después del de Helsinki, si no fuera porque Tampere se ha abierto al mundo exterior por la empresa Ryanair.

## Ayuntamiento
El concejo municipal de Oulu está compuesto por un total de 67 escaños distribuidos de la siguiente manera en la actualidad: (Ver Partidos políticos de Finlandia.)
| Concejo municipal (2012-2016) | Concejo municipal (2012-2016) | Concejo municipal (2012-2016) |
| Partido                       | Escaños                       |                               |
| ----------------------------- | ----------------------------- | ----------------------------- |
| Keskusta (KESK)               | 19                            |                               |
| Kokoomus (KOK)                | 13                            |                               |
| Vasemmistoliitto (VAS)        | 10                            |                               |
| SDP                           | 9                             |                               |
| Perussuomalaiset (PS)         | 8                             |                               |
| Vihreä liitto (VIHR)          | 7                             |                               |
| Kristillisdemokraatit (KD)    | 1                             |                               |

## Cultura

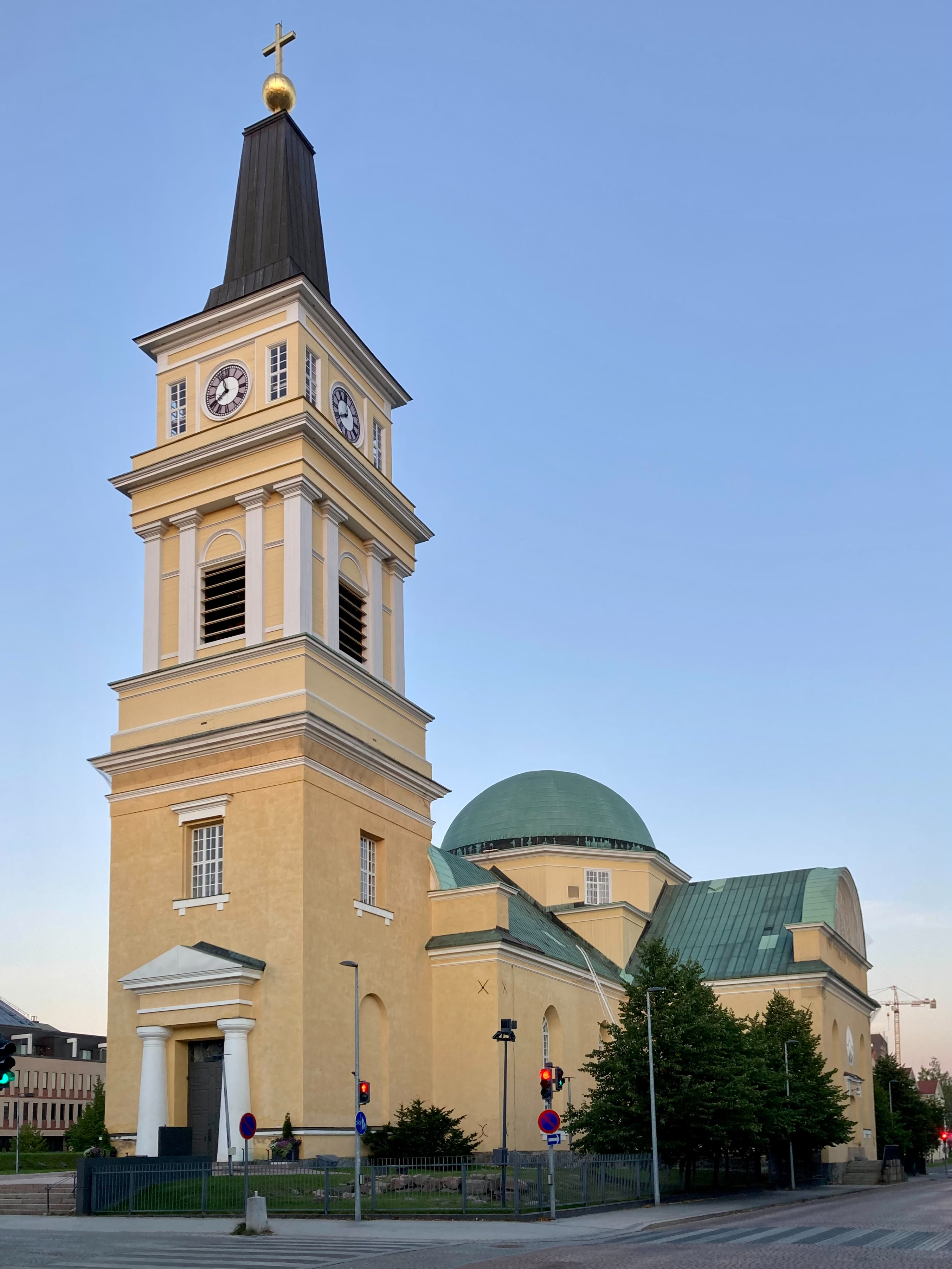
Catedral de Oulu.

Los actos culturales de exportación más conocidos de la ciudad de Oulu son Air Guitar World Championships (Campeonatos mundiales de guitarra de aire), Mieskuoro Huutajat (también conocido como el hombre grito), la banda de metal Sentenced y la banda de Violent Pop Blind Channel. 

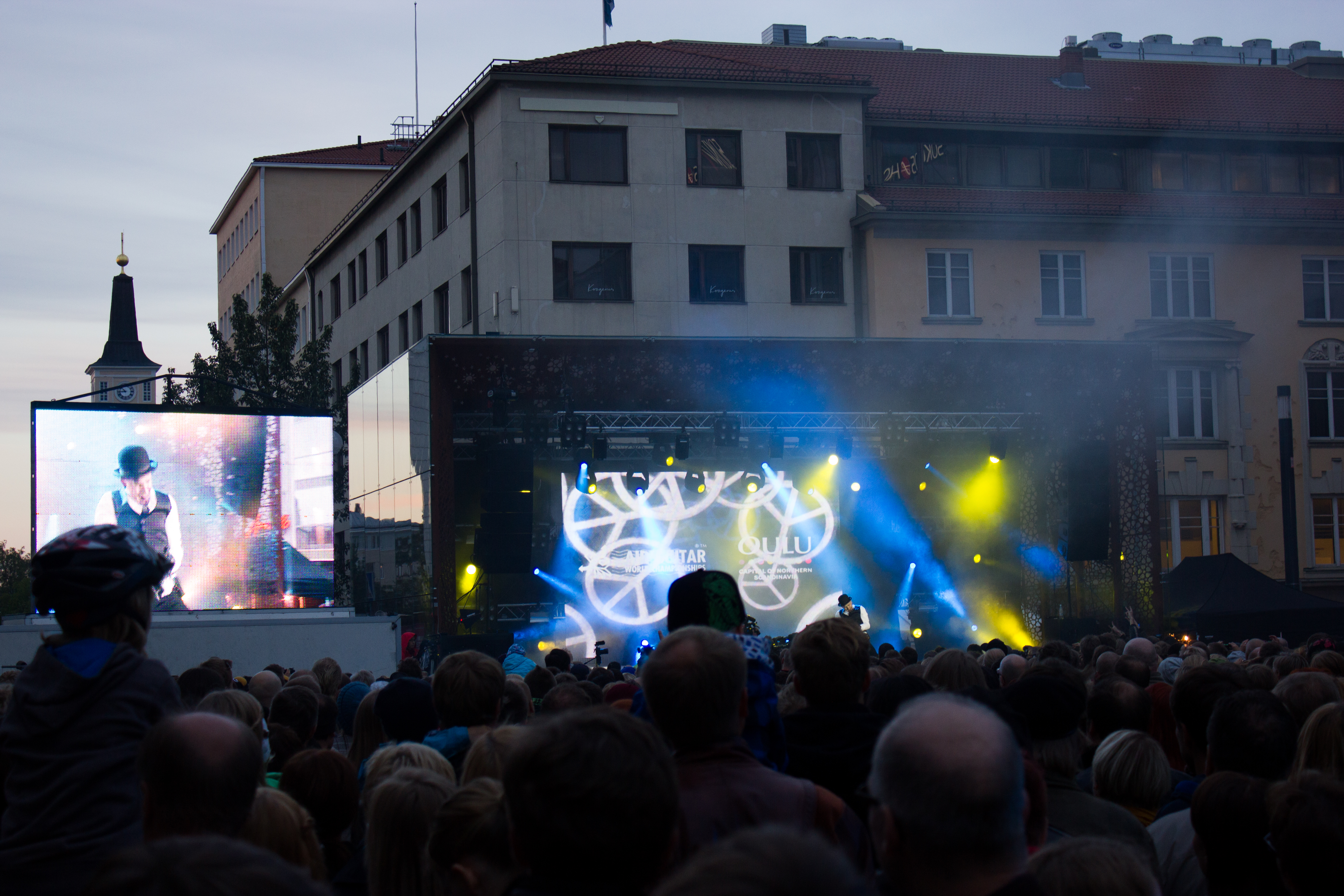
Air Guitar World Championships 2012, Evento anual celebrado en Oulu desde 1996

La ciudad de Oulu celebró su 400.º aniversario de fundación en el año (2005). 

## Lugares de interés
- "Tietomaa" (Centro de la Ciencia)
- Parque Ainola "(Ainolan puisto)" (El antiguo jardín botánico de la universidad)
- Circuito peatonal "Rotuaari"
- Almacenes de sal
- "Hupisaaret"
- Monumento a F. M. Franzen
- Museo de Ostrobotnia del Norte
- Museo de la serrería "Pateniemi"
- Museo del automóvil
- Jardín botánico de la Universidad de Oulu
- Museo de bellas artes de Oulu
- Sala del Ártico
- Festival de vídeo musical de Oulu
- Campeonato del mundo de guitarra de aire
- Teatro de la ciudad de Oulu
- Centro musical de Oulu
- Universidad de Oulu
- Hotel Eden y balneario
- Auditorio de Oulu
- Centro de ocio Nallikari
- Encuentro Terva de esquí
- Feria del caballo de Oulu
- Muestra de automóviles americanos
- Castillo de Oulu

## Educación
La Universidad de Oulu y la Universidad de Oulu sobre ciencias aplicadas tiene sus principales campus ubicados en Oulu. 
Oulu es la sede de la escuela de arquitectura más septentrional del mundo. La escuela es muy conocida por sus fuertes ideas regionalistas para el desarrollo de la arquitectura. Este movimiento se llama "la escuela de Oulu" ("Oulun koulu") de la arquitectura. 
La escuela Vocacional de Oulu cuenta con más de 13 000 estudiantes. En ella se trabajan varios temas de estudio diferentes, en distintas unidades repartidas por Oulu y municipios vecinos. Oulu Vocational College School of Business Studies es una de las pocas escuelas vocacionales que tiene programación de juegos en su plan de estudios. 
El Colegio Internacional de Oulu es una de las nueve escuelas en Finlandia que ofrecen educación básica en inglés.

## Deportes

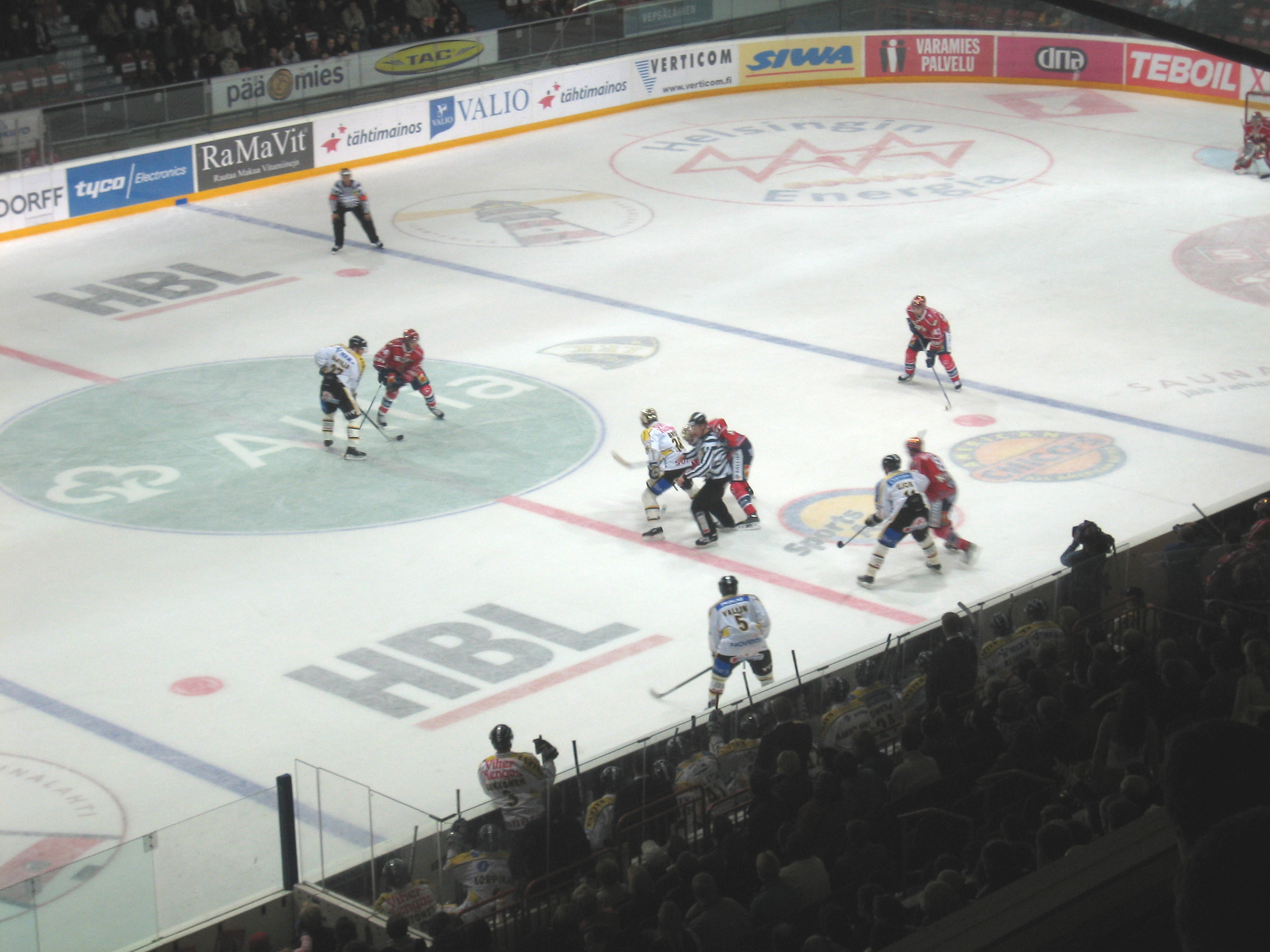
Partido de Hockey sobre hielo de Oulun Kärpät y Helsingin IFK.

El hockey sobre hielo es el deporte más popular en Oulu. El club local Kärpät ha ganado el título de campeón de SM-liiga ocho veces (1981, 2004, 2005, 2007, 2008,  2014, 2015 y 2018). También han sido el subcampeón en la Copa de Europa de Campeones de la IIHF en dos ocasiones, en 2005 y 2006. 
En el fútbol AC Oulu está jugando en Ykkönen, el segundo nivel de sistema de la liga finlandesa. Hasta la fecha solo OPS ha ganado el campeonato de fútbol de Finlandia, al ganar la Mestaruussarja dos veces en 1979 y 1980. Otros clubes de fútbol notables incluyen OLS, OTP y Tervarit. 
Oulu tiene dos clubes de bandy bien conocidos. El OLS que ha sido campeón finlandés 14 veces, y el OPS con sus 7 campeonatos. Actualmente solo el OLS está jugando en la Bandyliiga, el nivel más alto en bandy finlandesa. En 2001 la ciudad fue el escenario principal para el Campeonato Mundial de Bandy masculino. 
Oulu es también el hogar de varios clubes de otros deportes como Oulu Northern Lights (fútbol americano), Oulun Nmky (baloncesto), Oulun Lippo (pesäpallo), Oulun Pyrintö (atletismo), OYUS (rugby union), Oulu Irish Elks (fútbol gaélico) y Etta (vóleibol). 
Terwa Maratón & Run es un evento anual de gestión a finales de mayo (desde 1989).

## Transporte
El Aeropuerto de Oulu es el segundo aeropuerto más grande de Finlandia por volumen de pasajeros. Se encuentra a 15 kilómetros al suroeste del centro de la ciudad. 
El puerto de Oulu es uno de los puertos y más ocupados en el Golfo de Botnia. Incluye cuatro zonas portuarias separadas: petróleo Vihreäsaari y muelles a granel, muelles y muelles Nuottasaari Oritkari. 
El menor tiempo de viaje desde la estación de tren de Oulu a la estación central de trenes de Helsinki es de 5 h 44 minutos, operados por VR. Otros destinos incluyen Kolari, Rovaniemi, Seinäjoki y Tampere.
La carretera más importante que pasa por Oulu es la autopista 4 (E8 / E75) que se extiende desde Helsinki a Utsjoki a través de Lahti, Jyväskylä, Oulu, Kemi y Rovaniemi. Otras carreteras que se ejecutan desde y hacia Oulu son la autopista 20 y la autopista a Kuusamo 22 a Kajaani.
Oulu es notable por su red de transporte dedicada al tráfico no vehicular incluyendo peatones y bicicletas (denominado tráfico "ligero" en Finlandia). En 2010, la ciudad contenía más de 600 kilómetros de vías y más de 100 pasos a desnivel y puentes dedicados exclusivamente a tráfico ligero. La red se utiliza durante todo el año. La relación de las vías de tráfico de luz para los residentes es la más alta en Finlandia y en el modo de participación en bicicleta es de 20 por ciento.

## Ciudades hermanadas
- Alta, Noruega (desde 1948)
- Arcángel, Rusia (desde 1993)
- Boden, Suecia (desde 1948)
- Bursa, Turquía (desde 1978)
- Halle, Alemania (desde 1968)
- Leverkusen, Alemania (desde 1968)
- Odesa, Ucrania (desde 1957)
- Siófok, Hungría (desde 1978)
- Nimega, Países Bajos (desde 1987)

Además Oulu tiene ocho "asociaciones y hermanamientos de ciudades": 
- Luleå, Suecia.
- ,  Glasgow, Escocia, Reino Unido
- Karlsruhe, Alemania
- Sendai, Japón (desde 2005)
- Vienne, Francia
- Umeå, Suecia
- Matagalpa, Nicaragua
- Ilembula, Tanzania

## Barrios
- I barrio – Pokkinen
- II barrio – Vaara
- III barrio – Vanhatulli
- IV barrio – Hollihaka
- V barrio – Leveri
- Alakylä
- Alppila
- Haapalehto
- Hangaskangas
- Hannus
- Haukipudas
- Heikinharju
- Heinäpää
- Herukka
- Hietasaari
- Hiironen
- Hintta
- Hiukkavaara
- Huttukylä
- Hönttämäki
- Höyhtyä
- Iinatti
- Intiö
- Isko

## Galería

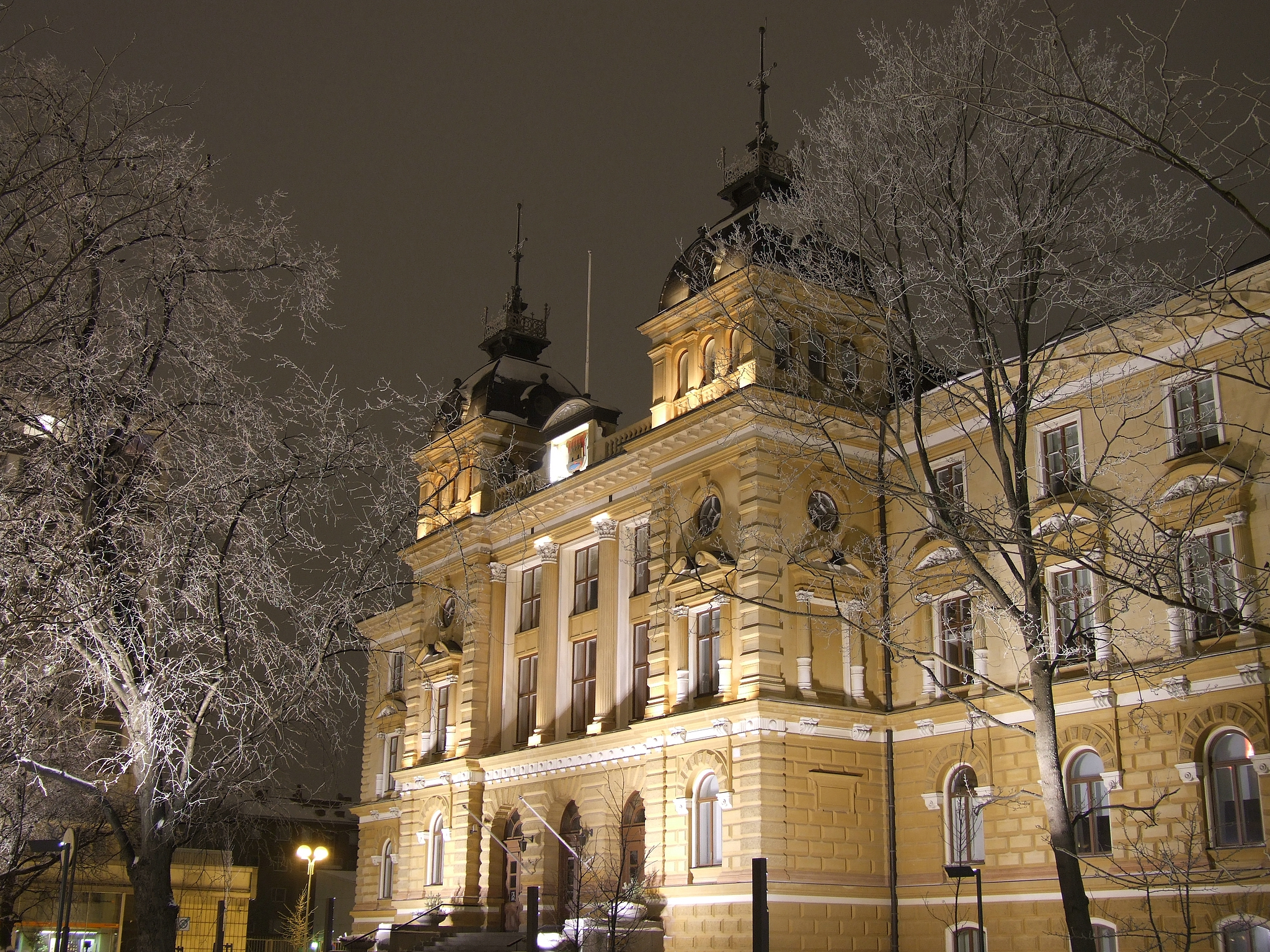
Ayuntamiento de Oulu.
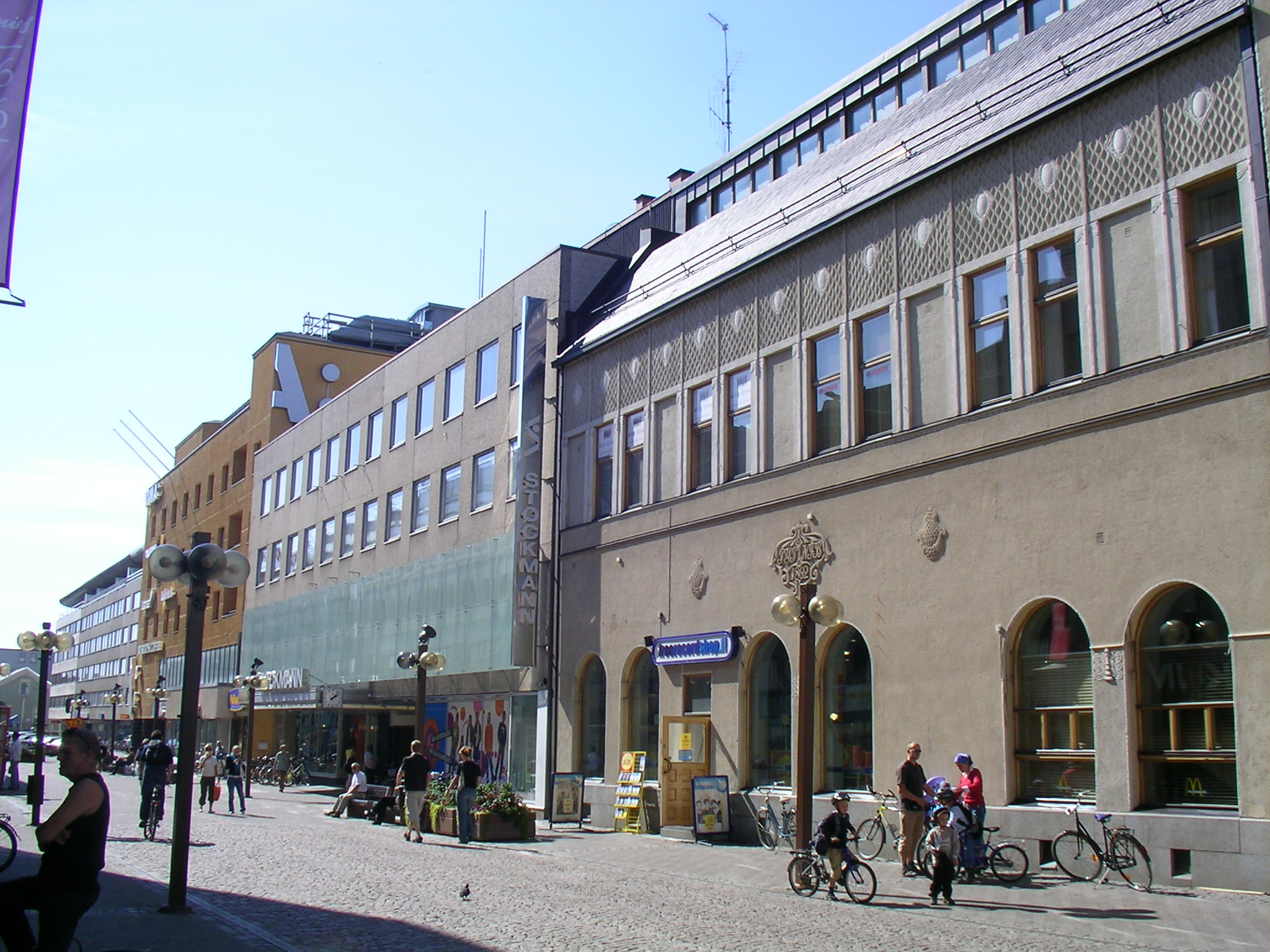
Rotuaari (calle peatonal).
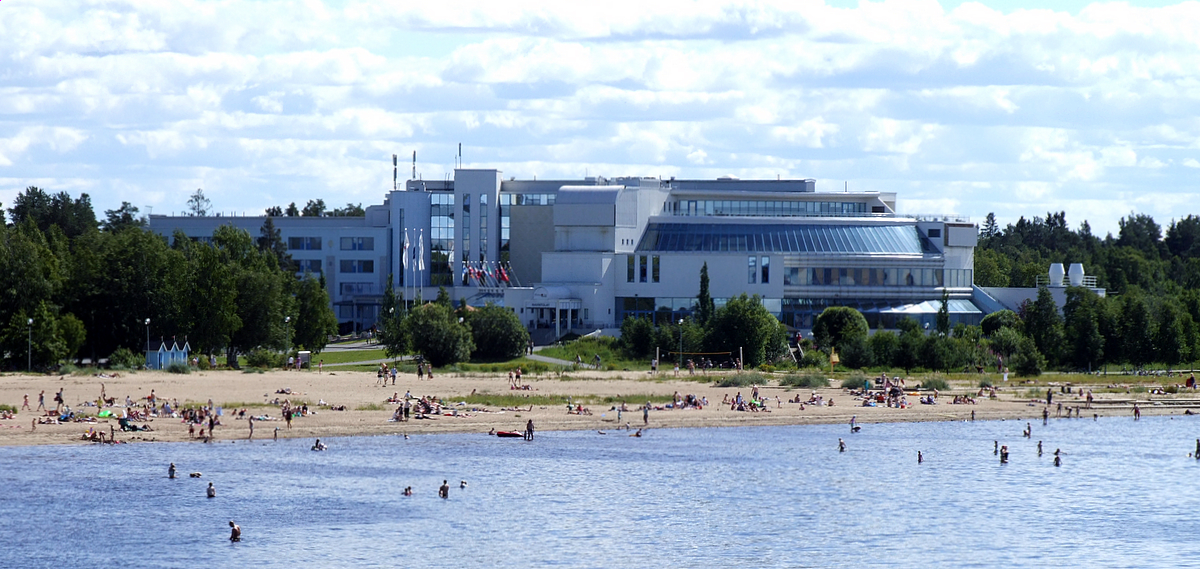
Spa Hotel Eden y la playa de Nallikari.
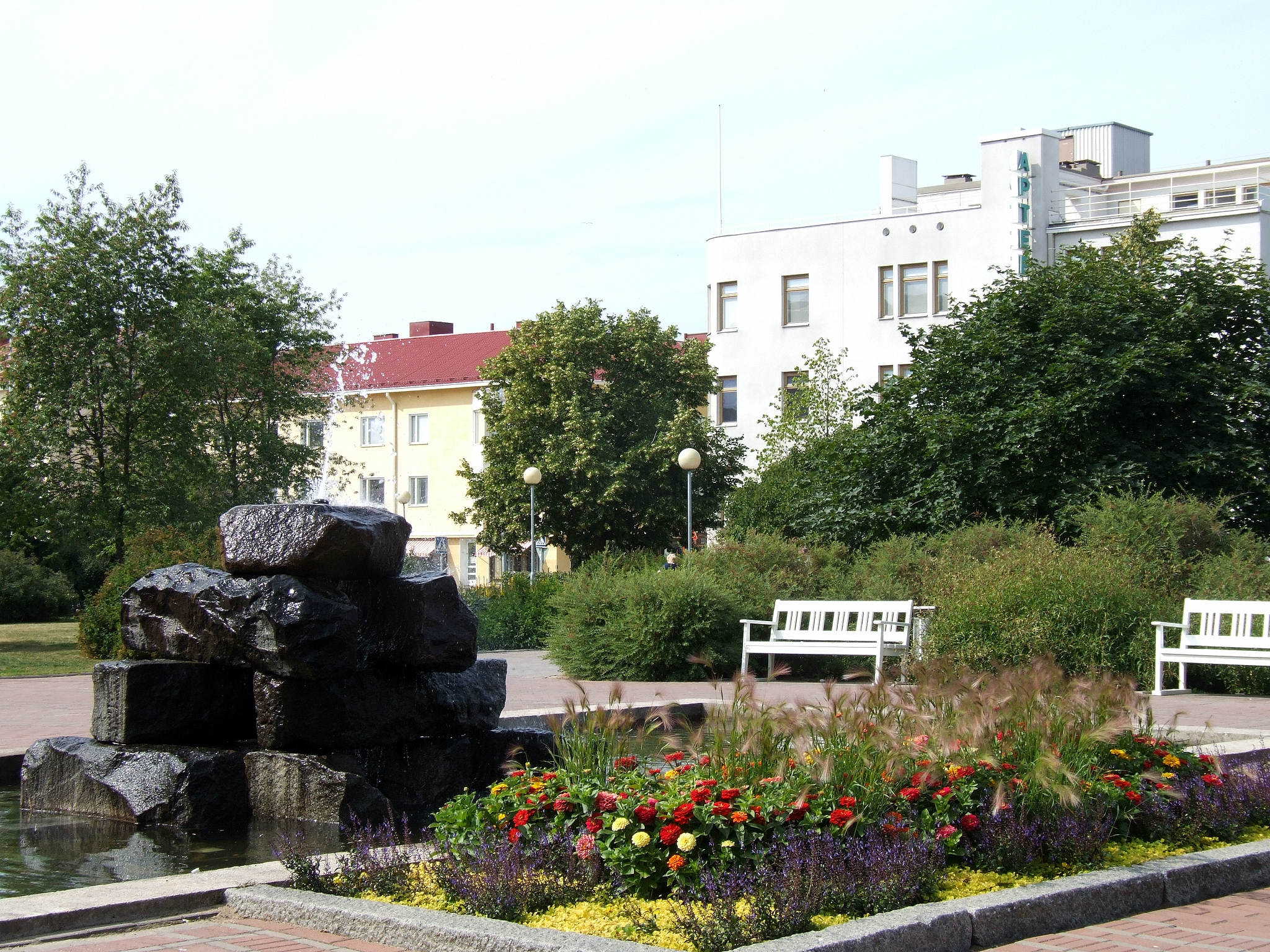
Mannerheim Park.
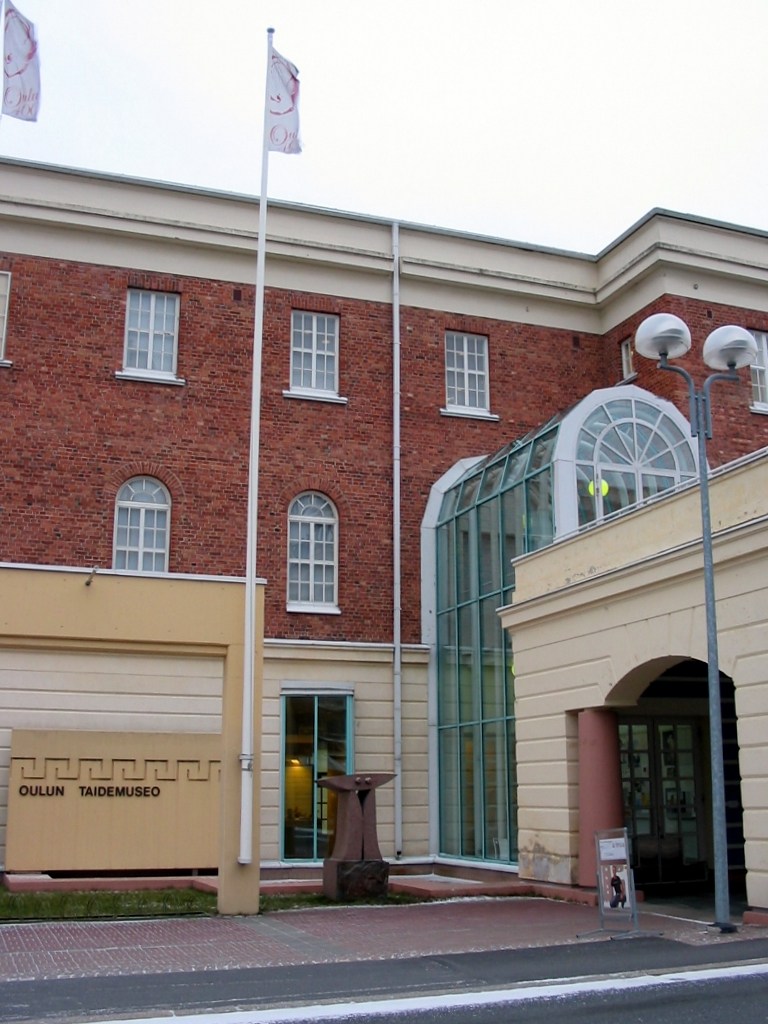
Museo de arte de Oulu.
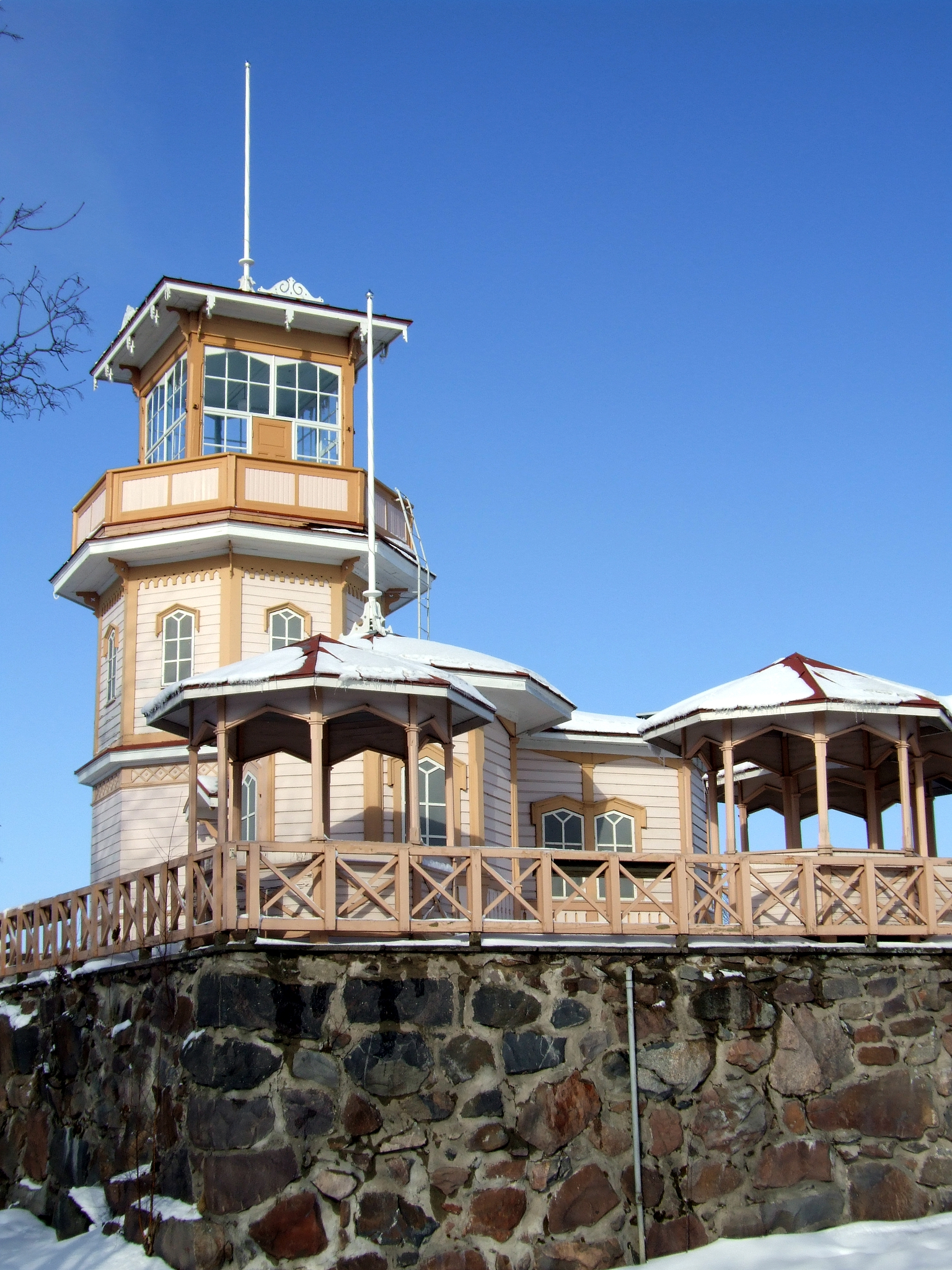
Antiguo observatorio en Linnansaari
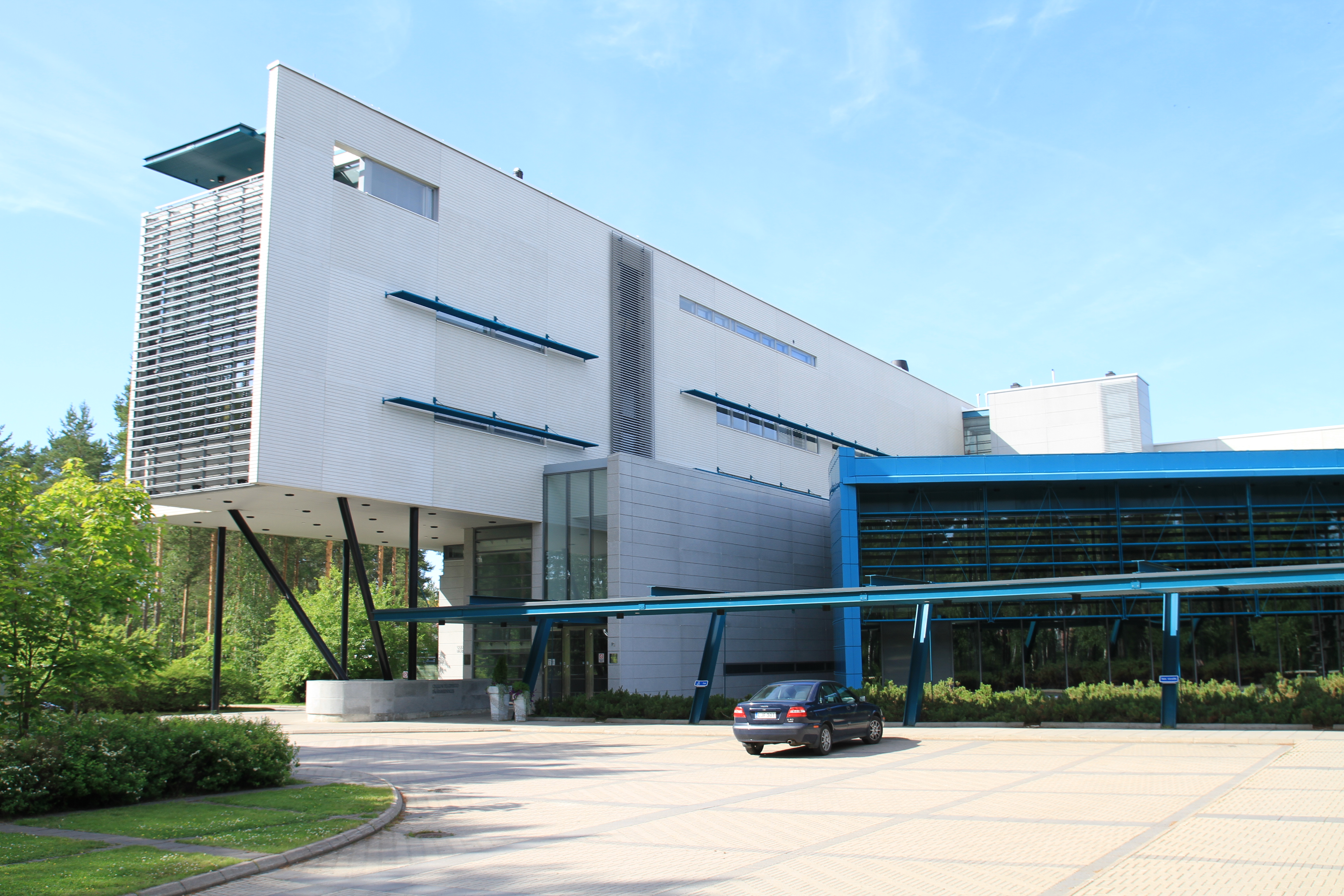
Universidad de Oulu.